# Tommy James and the Shondells
Tommy James and the Shondells sono stati un gruppo musicale rock statunitense attivo negli anni '60 e '70.
Il frontman Tommy James è nato in Ohio nel 1947, ma il gruppo si è formato a Niles (Michigan) nel 1958, quando James aveva 11 anni.
Tra i loro brani musicali più conosciuti vi sono Hanky Panky, Mony Mony e Crimson and Clover.

## Formazione
- Tommy James
- John Golden
- Bobby Guy
- Glenn Wyka

## Discografia
Album
- Hanky Panky (1966)
- It's Only Love (1967)
- I Think We're Alone Now (1967)
- Gettin' Together (1967)
- Something Special! The Best of Tommy James and The Shondells (1967)
- Mony Mony (1968)
- Crimson & Clover (1969)
- Cellophane Symphony (1969)
- The Best of Tommy James and The Shondells (1969)
- Travelin' (1970)